# Parichay
Parichay – rodzinny dramat indyjski z 1972 roku. Reżyseria: Gulzar (Maachis, Hu Tu Tu). Muzyka: Rahul Dev Burman. W rolach głównych Jaya Bhaduri, Pran, Jeetendra i Sanjeev Kumar. Zainspirowany filmem „The Sound of Music” 1965 (z Julie Andrews) dramat rodzinny, w którym kwitną relacje ojca z synem, ojca z córka, dziadka z wnukami. Bohaterowie w swej miłości chcą tu naginać swoich bliskich do swojej woli, w żalu ryzykują ich utratę, cierpią latami nienawidząc ich. Jeetendra gra nauczyciela pozyskującego serca zbuntowanych na autorytety dzieci.

## Fabuła
Zdesperowany daremnym poszukiwaniem pracy Ravi (Jeetendra) wyjeżdża z miasta na wieś. Tam za radą wuja zatrudnia się czasowo w posiadłości emerytowanego pułkownika Rai Saheba (Pran). Jako nauczyciel jego rozwydrzonych, zbuntowanych przeciwko wszystkim wnucząt. Jedyną osobą, która ma posłuch u wystraszających wszystkich dzieciaków jest ich najstarsza siostra Rama (Jaya Bhaduri). Pielęgnuje ona jednak w sercu wyrosłą z żalu nienawiść do dziadka. Nie może mu darować, ze kilkanaście lat temu kazał on jej ojcu opuścić swój dom. Było to karą za jego własny wybór drogi życiowej – decyzję zostania śpiewakiem i samowolne poślubienie Sujaty. Nie uznając decyzji surowego ojca aranżującego mu małżeństwo Neelish (Sanjeev Kumar) rzucił mu wyzwanie. Dopiero jego śmierć stała się powodem sprowadzenia wnucząt do domu dziadka. Tu rozpoczęły one w imieniu nieżyjącego ojca cichą wojnę ze starym człowiekiem. On pragnąc ich miłości swoją bezradną surowością pogłębiał tylko problem. Teraz Ravi ma zajmując się nimi doprowadzić do zgody.

## Obsada
- Jeetendra... Ravi
- Jaya Bhaduri... Rama
- Pran... Sahab Rai, ojciec Neelisha
- Sanjeev Kumar... Neelish
- Veena
- Asrani
- A.K. Hangal... wuj Raviego
- Suchitra Sen
- Leela Mishra
- Keshto Mukherjee... Narayan, służący

## Nagrody
- National Film Award za najlepszy Playback Kobiecy-Lata Mangeshkar

## Muzyka i piosenki
Muzykę do filmu skomponował Rahul Dev Burman, nagrodzony za 1942: A Love Story, Masoom, Sanam Teri Kasam. Twórca muzyki m.in. do takich filmów jak Parinda, Alibaba Aur 40 Chor, Shakti, Deewaar (film 1975), Khubsoorat, Caravan czy Sholay i Seeta Aur Geeta.
- Musafir Hoon Yaaro – Parichay (Kishore Kumar)
- Aao Twist Karen – Bhoot Bunglo (Manna Dey)
- O Haseena Zulfon Wali – Teesri Manzil (Asha Bhonsle, Mohammad Rafi)
- Tum Bin Jaoon Kahan – Pyar Ka Mausum (Kishore Kumar)
- Yeh Sham Mastani – Kati Patang (Kishore Kumar)
- Piya Tu Ab To Aaja – Caravan (Asha Bhonsle, R.D. Burman)
- Raina Beeti Jaye – Amar Prem (Lata Mangeshkar)
- Dum Maro Dum – Hare Rama Hare Krishna(Asha Bhonsle)
- Beeti Na Bitai Raina – Parichay (Lata Mangeshkar)
- O Mere Dil Ke Chain – Mere Jeevan Saathi (Kishore Kumar)
- Chura Liya Hai Tumne – Yaadon Ki Baarat (Asha Bhonsle, R.D. Burman)
- Naam Gum Jayega – Kinara(Lata i Bhupinder)
- Tere Bina Zindagi Se – Aandhi (Kishore Kumar i Lata)
- Humein Tumse Pyar Kitna – Kudrat (Kishore Kumar)
- Rishte Bante Hain – Dil Padosi Hai (Shoa Bhonsle)